# Ducati 999
Ducati 999 je motocykl kategorie superbike, vyvinutý firmou Ducati, vyráběný v letech 2003–2006. Předchůdcem byl typ Ducati 998, nástupcem se stal model Ducati 1098, menší verzí byl model Ducati 749S.

## Motor
Pohonnou jednotkou je pro Ducati typický dvouválec s osami válců svírajícími úhel 90 stupňů. Agregát Testastretta s objemem 998 cm³ (vrtání × zdvih je 100 × 63,5 mm) má čtyři ventily na válec s desmodromickým rozvodem.

## Rám
Rám je trubkový, příhradový. Brzdový systém Brembo s dvojicí kotoučů na předním kole i zadním kole.

## Technické parametry
- Rám: příhradový z ocelových trubek
- Suchá hmotnost: 186 kg
- Pohotovostní hmotnost:
- Maximální rychlost: 250 km/h
- Spotřeba paliva: